# Leopold Munsch

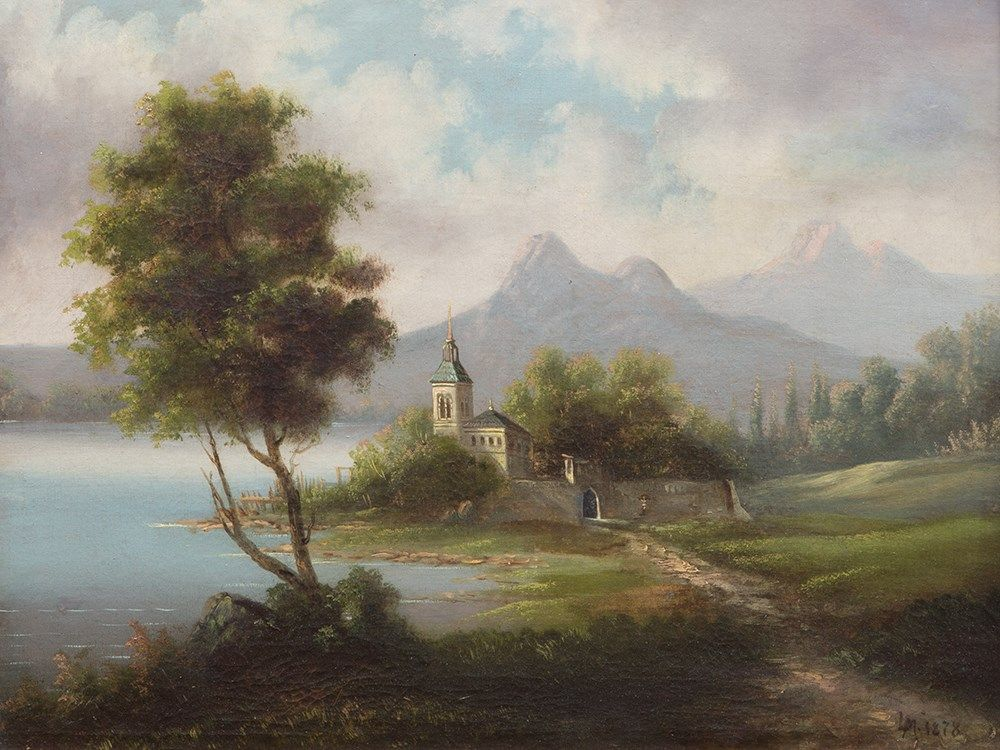
Kirche am See (1878)

Leopold Munsch (* 15. Juni 1826 in Wien; † 17. Juni 1888 in Pressburg) war ein österreichischer Landschaftsmaler.

## Leben
Geboren als Sohn eines Hoteliers, war Munsch von 1853 bis 1867 im Ministerium des Äußeren als Beamter tätig. In den 1840er Jahren war er Privatschüler im Zeichnen bei L. Lonnstein. Ab 1849 zeigte er seine Werke auf Kunstausstellungen.
Von 1863 bis 1865 besuchte Munsch Abendkurse der Malerei bei Peter Johann Nepomuk Geiger. Er wurde von den Wiener Landschaftsmalern Anton Hansch, Joseph Holzer und Remigius Adrianus Haanen beeinflusst. 
Munsch malte hauptsächlich Motive aus den Gebirgslandschaften Südtirols und des Salzkammergutes. Im Auftrag des Wiener Naturhistorischen Museums schuf er 1886 zwei großformatige Wandbilder. 
Leopold Munsch hinterließ über 200 Ölbilder und Aquarelle, über 2000 Zeichnungen und 30 Skizzenbücher, die am 10. Dezember 1888 im Auktionshaus C. J. Wawra versteigert wurden.
Seine Tochter Hermine Munsch (1867–1904) war ebenfalls Malerin, sie schuf vor allem Porträts.
Bei dem Maler Joseph Munsch handelte es sich vermutlich um seinen Bruder.